# Einar Østby
Einar Østby (né le 17 septembre 1935 et mort le 3 avril 2022) est un fondeur norvégien.

## Palmarès

### Jeux olympiques
| Épreuve / Édition | Squaw Valley 1960 | Innsbruck 1964 |
| 15 km             | 4e                | 15e            |
| 30 km             |                   | 8e             |
| 50 km             |                   | 7e             |
| 4 × 10 km         | Argent            | 4e             |

### Championnats du monde
| Épreuve / Édition | Zakopane 1962 |
| 15 km             | Bronze        |
| 30 km             | 5e            |